# Magnolia iltisiana
Magnolia iltisiana là một loài thực vật có hoa trong họ Magnoliaceae. Loài này được Vazquez mô tả khoa học đầu tiên năm 1994.